# 정자천로
정자천로(Jeongjacheon-ro) 수원시 팔달구 화서동 율천고교삼거리 에서 장안구 정자동 만석공원사거리 를 잇는 도로이다.

## 주요 경유지
경기도
- 수원시 팔달구 (화서동) - 장안구 (정자동)

## 노선
| 이름           | 접속 노선                       | 소재지 | 소재지 | 소재지 | 비고          |
| -------------- | ------------------------------- | ------ | ------ | ------ | ------------- |
| 율천고교삼거리 | 일월로                          | 수원시 | 팔달구 | 화서동 |               |
| 정천중삼거리   | 정자천로32번길                  | 수원시 | 팔달구 | 화서동 |               |
| 정천초교삼거리 | 화산로                          | 수원시 | 팔달구 | 화서동 | 지하차도 구간 |
| 정천삼거리     | 덕영대로                        | 수원시 | 장안구 | 정자동 | 지하차도 구간 |
| 한마루사거리   | 천천로                          | 수원시 | 장안구 | 정자동 |               |
| 대유평사거리   | 정자천로133번길 정자천로134번길 | 수원시 | 장안구 | 정자동 |               |
| 두견사거리     | 대평로                          | 수원시 | 장안구 | 정자동 |               |
| 연꽃사거리     | 정자천로188번길 정자천로189번길 | 수원시 | 장안구 | 정자동 |               |
| 만석공원사거리 | 장안로                          | 수원시 | 장안구 | 정자동 |               |
| 송정로와 직결  |                                 |        |        |        |               |

## 주요 시설및 건물
- 투썸플레이스 북수원정자타운점 (정자천로 171/정자동 878-2)
- 본도시락 수원정자점 (정자천로 179/정자동 874-5)
- KB국민은행 북수원지점 (정자천로 179/정자동 874-5)
- 롯데슈퍼 더프레시&델리 정자점 (정자천로 187/정자동 874-2)
- 수원중부경찰서 (정자천로 199/정자동 873-4)